# Melicope stellulata
Melicope stellulata är en vinruteväxtart som beskrevs av Thomas Gordon Hartley. Melicope stellulata ingår i släktet Melicope och familjen vinruteväxter. Inga underarter finns listade i Catalogue of Life.